# Wilco
Wilco este o formație alternative rock americană, originară din Chicago, Illinois. Formația a fost înființată în anul 1994.

## Membri
Membri actuali
- Jeff Tweedy - lead vocal, chitară ritmică, acustică și chitară bas, armonică (1994–prezent)
- John Stirratt - chitară bas, back vocal (1994–prezent)
- Glenn Kotche - baterie, percuție (2000–prezent)
- Mikael Jorgensen - Samples and Sound Manipulation (2002–2004), clape, sintetizatoare, efecte, pian, orgă (2004–prezent)
- Nels Cline - chitară solo, loops, lap steel (2004–prezent)
- Pat Sansone - clape, chitară ritmică, back vocal, sintetizatoare, maracas, tamburină (2004–prezent)

Foști membri
- Ken Coomer - baterie, percuție (1994–2000)
- Max Johnston - dobro, fiddle, banjo, mandolină, back vocal (1994–1996)
- Brian Henneman - chitară (1994–1995)
- Jay Bennett - chitară ritm, clape, back vocal (1995–2001)
- Bob Egan - pedal steel guitar (1995–1998)
- Leroy Bach - chitară ritmică, clape, back vocal (1998–2004)

## Discografie

### Albume de studio Wilco
- A.M. (1995)
- Being There (1996)
- Summerteeth (1999)
- Yankee Hotel Foxtrot (2002)
- A Ghost Is Born (2004)
- Sky Blue Sky (2007)
- Wilco (The Album) (2009)
- The Whole Love (2011)

### Colaborări cuBilly Bragg
- Mermaid Avenue (1998)
- Mermaid Avenue Vol. II (2000)
- Mermaid Avenue Vol. III (2012)
- Mermaid Avenue: The Complete Sessions (2012)

## Premii și nominalizări

### Premii Grammy
| An   | Premiu                                                                | Lucrare/Artist    | Rezultat  |
| ---- | --------------------------------------------------------------------- | ----------------- | --------- |
| 1999 | Grammy Award for Best Contemporary Folk Album                         | Mermaid Avenue    | Nominated |
| 2005 | Grammy Award for Best Alternative Music Album                         | A Ghost Is Born   | Won       |
| 2005 | Grammy Award for Best Recording Package (awarded to the art director) | A Ghost Is Born   | Won       |
| 2008 | Grammy Award for Best Rock Album                                      | Sky Blue Sky      | Nominated |
| 2010 | Grammy Award for Best Americana Album                                 | Wilco (The Album) | Nominated |
| 2012 | Grammy Award for Best Rock Album                                      | The Whole Love    | Nominated |

### Shortlist Music Prizes
| Year | Award                 | Work/Artist     | Result    |
| ---- | --------------------- | --------------- | --------- |
| 2004 | Shortlist Music Prize | A Ghost Is Born | Nominated |
| 2007 | Shortlist Music Prize | Sky Blue Sky    | Nominated |

### Wired Rave Awards
| An   | Premiu           | Lucrare/Artist       | Rezultat |
| ---- | ---------------- | -------------------- | -------- |
| 2003 | Wired Rave Award | Yankee Hotel Foxtrot | Won      |